# Schnepfenthal
Schnepfenthal est un quartier de la municipalité allemande de Waltershausen, en Thuringe.
Il abrite en particulier la Salzmannschule Schnepfenthal, une école réputée fondée en 1784 par Christian Gotthilf Salzmann pour mettre en pratique les nouvelles idées pédagogiques de l'époque, inspirées de John Locke, Jean-Jacques Rousseau, et Johann Bernhard Basedow. C'est là que Johann Christoph Friedrich GutsMuths introduisit pour la première fois l'éducation physique dans les programmes scolaires.
L'établissement est de nos jours un internat secondaire spécialisé dans les langues étrangères.